# Edgardo Bauza
Edgardo Bauza  (Granadero Baigorria, 26 de janeiro de 1958) é um ex-futebolista e ex-treinador argentino. 
Seu apelido, El Patón, decorre do fato de Bauza calçar sapatos número 46.

## Como jogador

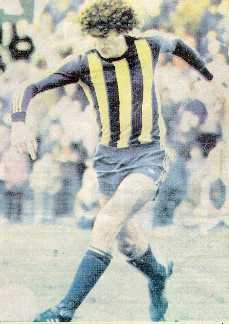
Paton pelo Rosario Central

Como jogador atuou como zagueiro e defendeu o Rosario Central onde foi campeão argentino em 1980 e 1987, Atlético Junior, Independiente, Veracruz, encerrando a carreira em 1992 no Rosario Central.
Bauza é o quarto maior artilheiro da história do Rosario, com 82 gols. Também é o quarto maior zagueiro-artilheiro da história do futebol, com 109 gols marcados.

### Seleção Argentina
Atuou em duas partidas pela Seleção Argentina principal, integrando o elenco que disputou a Copa do Mundo FIFA de 1990 como reserva de Juan Simón.

## Como treinador
Iniciou sua carreira como treinador em 1998 no Rosario Central. Dirigiu em seguida na sequência o Vélez, Colón, Sporting Cristal, Colón, LDU Quito, Al-Nassr, LDU Quito, San Lorenzo e São Paulo.
Com a LDU, em 2008, conquistou sua primeira primeira Copa Libertadores, ao derrotar o Fluminense na decisão, transformando a equipe na primeira do Equador a levantar a taça da principal competição de clubes da América do Sul. Em 2014, Bauza levou o San Lorenzo ao inédito título do mesmo torneio. Assim, tornou-se o quarto treinador a vencer a Libertadores por equipe estrangeira, sendo o único dentre estes que também venceu por uma equipe do seu país.
Como treinador, além das duas Libertadores, Bauza conquistou a Recopa Sul-Americana em 2010 com a LDU e duas vezes o Campeonato Equatoriano com o mesmo time. Já com o Sporting Cristal, o técnico venceu o Torneio Apertura do Campeonato Peruano.
Tem grande admiração pelo trabalho de Vicente Del Bosque pela sua sabedoria em manejar situações mas incorporou qualidades de outros treinadores que teve como Jorge Solari pelas conversas técnicas, Carlos Bilardo pelos trabalhos em campo, Menotti na capacidade de convencimento e Alejandro Sabella pela simplicidade e clareza.
Em 17 de dezembro de 2015 foi anunciado como treinador do São Paulo para 2016.
No dia 1 de agosto de 2016, foi anunciado como novo técnico da Argentina.No dia 10 de abril de 2017, bastante criticado no comando da seleção e com péssimos resultados obtidos, foi demitido.
Em 11 de maio de 2017, assinou contrato para dirigir a seleção dos Emirados Árabes Unidos.Em 14 de setembro de 2017, assinou com a seleção da Arábia Saudita, para a disputa da Copa do Mundo de 2018.Porém, em 14 de novembro, foi demitido após derrota no amistoso contra a Bulgária.
Em 17 de maio de 2018, acertou seu retorno ao Rosário Central.
Atualizado até 23 de fevereiro de 2019.
| Clube                  | Jogos | Vitórias | Empates | Derrotas | Aproveitamento |
| ---------------------- | ----- | -------- | ------- | -------- | -------------- |
| Rosario Central        | 165   | 68       | 43      | 55       | 49.9%          |
| Vélez Sársfield        | 39    | 13       | 14      | 11       | 45,3%          |
| Al-Nassr               | 22    | 10       | 4       | 8        | 51.52%         |
| Colón                  | 76    | 29       | 26      | 21       | 49,5%          |
| LDU                    | 354   | 160      | 99      | 95       | 54,5%          |
| San Lorenzo            | 98    | 46       | 20      | 32       | 53,7%          |
| São Paulo              | 48    | 17       | 13      | 18       | 44.44%         |
| Argentina              | 8     | 3        | 2       | 3        | 45.83%         |
| Emirados Árabes Unidos | 4     | 2        | 1       | 1        | 58.33%         |
| Arábia Saudita         | 3     | 1        | 0       | 2        | 33.33%         |
| Sporting Cristal       | 14    | 5        | 2       | 7        | 40.48%         |

## Vida pessoal
Em abril de 2022, revelou-se que Bauza estava com alzheimer em estágio avançado, anos após anunciar sua aposentadoria por problemas de saúde não revelados.

## Títulos

### Como jogador
Rosario Central
- Campeonato Argentino: 1980, 1987

### Como treinador
Sporting Cristal
- Torneio Clausura: 2004

LDU Quito
- Campeonato Equatoriano: 2007, 2010
- Copa Libertadores da América: 2008
- Recopa Sul-Americana: 2010

San Lorenzo
- Copa Libertadores da América: 2014

Rosario Central
- Copa Argentina: 2017–18